# Kaldrma (građevina)
Kaldrma je vrsta kolnika koja se nalazi u središtu Rima. Izrađena je od pločica crne porifirije, a slažu se jedna uz drugu. Izumio ju je papa Siksto V. za popločenje svih glavnih ulica u Rimu, jer je bila bolja od tadašnjih pločica. Zbog svoje specifičnosti, nije pogodna za prometne ulice, te se danas vrlo rijetko koristi. U srpnju 2005. rimski gradonačelnik izjavio je kako je kaldrma opasna za vozila s dva kotača, te kako zbog vibracija i buke koja nastaju prilikom vožnje po njoj može doći do oštećenja ostalih zgrada. Također je rekao da će Kaldrma biti maknuta s većine ulica, te kako će ostati samo u pješačkim zonama i nekim manjim ulicama.